# 潔西·弗雷明
潔西·亞歷山德拉·弗雷明（英語：Jessie Alexandra Fleming；1998年3月11日—）是一名加拿大女子足球員，司職中場，現效力美國國家女子足球聯賽球隊波特蘭荊棘和加拿大國家女子足球隊。2024年，弗雷明以25萬歐元轉會波特蘭荊棘，成為國家女子足球聯賽史上最昂貴的球員。

## 生平

### 俱樂部生涯
2020年7月，弗雷明和英超球隊切爾西簽下三年合約。8月29日，弗雷明在迎戰曼城的英格蘭社區盾比賽中首次上陣。

### 國家隊生涯

#### 2020年奧運會
2021年，弗雷明隨加拿大女足出戰東京奧運。8月2日，在迎戰美國女足的半決賽中，加拿大中場罗斯在美國禁區內被美國後衛提爾娜·戴維森踢到，主裁判在查看即時回放後判罰點球，弗雷明主罰點球破門，最終協助加拿大以1-0擊敗美國，第一次晉級奧運女足總決賽。8月2日，在迎戰瑞典女足的總決賽中，弗雷明再次主罰點球破門，為當時落後一球的加拿大扳平比分；此後她在點球大戰中攻入第一球，最終協助加拿大以3-2擊敗瑞典，奪得隊史上第一枚奧運金牌。

## 榮譽

### 俱樂部榮譽

#### 切爾西
- 2020年英格蘭社區盾（英语：Women's FA Community Shield）冠軍；
- 2020-2021賽季英超冠軍；
- 2021-2021賽季英格蘭足總盃冠軍；
- 2021-2021賽季英格蘭聯賽盃（英语：FA Women's League Cup）冠軍。

### 國家隊榮譽
- 2015年中國女足四國賽（英语：Four Nations Tournament (women's football)）冠軍；
- 2016年阿爾加維盃冠軍；
- 2016年奧運會女足季軍；
- 2020年奧運會女足冠軍；

### 個人榮譽
- 2013年中北美洲及加勒比海U-17錦標賽金球獎[7]及最佳陣容[8]；
- 2014年加拿大足協最佳17歲以下球員；
- 2015年、2016年、2017年加拿大足協最佳20歲以下球員；
- 2017年中北美洲及加勒比海足聯評選最佳陣容[9]；
- 2018年中北美洲及加勒比海錦標賽最佳陣容[10]。

## 外部連結
- 潔西·弗雷明在加拿大足球協會
- 潔西·弗雷明 （页面存档备份，存于）的UCLA頁面
- 潔西·弗雷明的FIFA頁面